# Rafael Pombo
Rafael Pombo (Bogotà, 7 de novembre de 1833 - 5 de maig de 1912) fou un poeta, periodista i traductor colombià. Fou declarat poeta nacional el 20 d'agost de 1905, en el Teatre Colón. El 6 de febrer de 1912 va ser elegit membre de l'Acadèmia Colombiana de la Llengua i poc després secretari perpetu, en reconeixement de la seva enorme saviesa de la llengua espanyola. Va traduir «El poeta moribundo» de Lamartine, «El Soliloquio de Hamlet» de Shakespeare i "El episodio de Laocoonte" de Virgilio. Pombo va fundar els diaris El Cartucho y El Centro; i va dirigir El Tomista.